# Papiro di Ossirinco 654
Il Papiro di Ossirinco 654 (P. Oxy. IV 654) è un frammento di un rotolo di papiro sul quale è scritto, in greco, una parte del Vangelo di Tommaso: i logia (detti di Gesù) dal 1 al 7 su un lato.
Il foglio originale misurava 142 per 155 mm.
Il testo è scritto in corsivo da una mano competente 
che usa dieresi sopra le Ypsilon iniziali; ci sono due correzioni. 
I nomina sacra sono abbreviati: ΙΗΣ per Ἰησοῦς (Gesù).
Il frammento, databile alla metà o alla fine del III secolo, è uno dei tre manoscritti greci esistenti del Vangelo di Tommaso, gli altri due frammenti sono: P. Oxy. 1 e P. Oxy. 655,
tutti fanno parte dei Papiri di Ossirinco rinvenuti tra il 1897 e il 1907 da Grenfell e Hunt nella cittadina egiziana di Ossirinco.
Secondo Grenfell e Hunt, che hanno identificato questo frammento solo come Logia Iesu (Detti di Gesù), il manoscritto originale conteneva una raccolta di logia. Essi hanno suggerito che manoscritto originale poteva essere parte del Vangelo di Tommaso o del Vangelo di Filippo.
L'unica copia completa del Vangelo di Tommaso, una versione copta, è stata trovata solo nel 1945 a Nag Hammadi insieme a una collezione di testi gnostici dei primi cristiani.
L'Egypt Exploration Fund nel 1904 ha affidato P. Oxy. IV 654 al British Museum, è conservato nel Dipartimento dei manoscritti della British Library (Inv. 1531) a Londra.